# ジェームズ・クレノフ

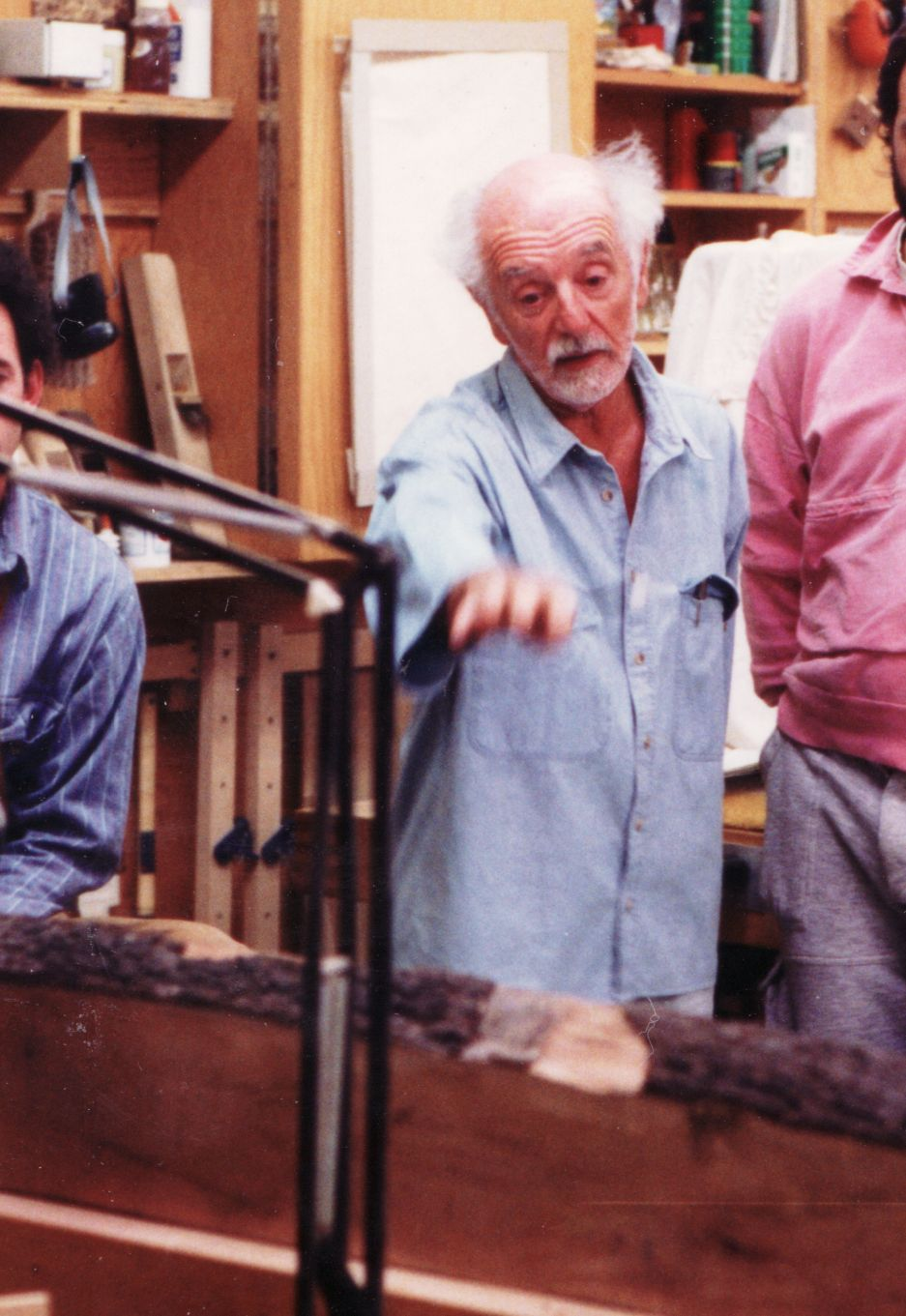
指導中のジェームズ・クレノフ

ジェームズ・クレノフ（James Krenov、1920年10月31日 - 2009年9月9日）は、ロシア革命後、内戦期ロシアの極東シベリア最北端に生まれ、放浪の末にスウェーデンで家具作りの自己形成をし、アメリカ合衆国で活躍した家具工芸家（キャビネットメーカー/木工家）、および教育者にして著作家。

## 社会的な業績
家具作りがインダストリアル・デザイン主導の下、高度に産業化されて行く時代にあって、生涯にわたり、一見時代遅れにも思える、小規模な一点制作の木工による家具工芸を実践する一方で、並行して教育活動、著作活動、メディアへの回答などを通じて、その制作の在り方が現代においても新たな価値を持つことを伝えようと、活発な発言を続けた。
使おうとする木材と深く知り合う関係作りから出発して、木材内部への読みと探りを入れながら展開されるその独特の家具作りには、単なる職業としての価値以上に、木材との関係の中での、新たな発見の連続となる、生きた経験という内在的な価値があった。クレノフにとっては、作る行為の一つ一つに冒険と挑戦による高揚があり、木材に触発され、感応しながらすべての作業を積み重ねることで、自ずとその先に充足と平安がもたらされる。為すこと自体に意味があり、時間に捉われることなく無心に没頭することに価値があった。金銭的な見返りや世間の評価が得られるかどうかではなく。作る側の創作動機を徹底的に守ろうとする点では、純粋な作り手であり、工芸家であった。その強固な信念は、木材との関わりに汲めども尽きぬ魅力を感じるところから生まれていた。
さらにクレノフは、木材は高貴な素材であり、工芸家の人生の目的は、素材との間に生きた関係を築くことにあると感じていたがゆえに、現代家具工芸が、職業としてあること（プロフェッショナリズム）から、人の生き方の問題へともはや進化しているものと達観していた。そのため、自らの立場も含め、新しいアマチュアリズムの在り方を肯定し、提唱した。それは、未熟さへの言い訳を大目に見ようとする開き直りのアマチュアリズムではなく、自らの信じる価値と愛する仕事ゆえに制作に打ち込む能動的なアマチュアリズムのことであった。そこでは、良し悪しを決める尺度として、可能な限り完全な、統一されたものを目指そうとする、ゆるぎない誠実さ (integrity) が要求され、もはや需要と供給の均衡による市場原理には意味がなくなる。制作の中に入り込み、競争社会（実社会）からも遠ざかることになる。
これは、作り手の側に常に強い信念と意欲があれば有効な原理ではある。あるいは、家具工芸が芸術表現であるならば。しかし、家具作りである限り、実際に人の生活に資するものを作り、対価を得るのであるから、規模が小さいといえども、依然として需要に応えて物を作るという社会的生産活動の一つであることに変わりはない。その意味ではクレノフも、非常に零細な規模ではあっても、プロフェッショナルの内に数えられてしまう。そして、ゆるぎない誠実さに満ちた行為であっても、そこに客観性を保証するものはない。このアマチュアリズム論自体は矛盾を孕んでいた。
ところがクレノフを取り巻く状況は思わぬ方向に進展した。手応えを確かめながら行きつ戻りつ漸進するその制作の在り方、そしてその生き方が、一般社会での仕事の取り組み方、人の生き方の問題にも通底する形で、人が仕事をするとは本来どういうことなのか、人生とは何なのか、その意味を問うことに直結したからである。単なる家具作りの技術論を超えて、聞く者に対してクレノフは、「自分の仕事で不幸になるな。自分の生きたい人生を生きろ」とのメッセージを繰り返した。人が仕事をする意味は、本来仕事の中身（プロセス）そのものにあるべきだからである。それが理想の人生だからである。その単純明快で肯定的な呼びかけが、正義なきベトナム戦争の時代に、新たな生き方を模索するアメリカの若い世代の間で共感を呼び、広範な支持を得ることになった。結局のところクレノフのアマチュアリズム論にも捨てがたい一抹の真理があり、家具作りを通じての幸福論として受け止められ、そのメッセージは生きることへの励ましとして作用した。
さらにクレノフの言動には、至高への理想のみを肯定する排他性ではなく、取り組む人の意欲と技術の水準に応じて、その人を生かす道があるはずだという可能性を予感させる度量があった。「人が違えば、道も違う」と。これは、自身のアウトサイダーとしての人生観に裏打ちされた言動でもあった。放浪の半生でもあったため、現代家具制作の潮流とは無縁の世界に創作意欲のルーツがあった。その結果、木材への近しさと関わり方の深さを感じさせる作品の魅力とも相俟って、一般の人々を家具工芸の道へといざなうことにもなり、今日に至るアメリカの、非産業分野での家具工芸の隆盛に貢献した。

## 作品の特徴
箱物（キャビネット）類が主体で、現代家具工芸家には珍しく椅子を一点も作っていない。これは、箱物であれば多種多様な木材選択と使用法が可能になること、また、人体の制約を比較的受けず自立性が強いため、対峙的に（向かい合うように）視覚対象化でき、かつ表現の自由度が大きいことなどが積極的な要因であるが、現代家具作りの趨勢が圧倒的に椅子作りを主体に展開されており、インダストリアル・デザインが席巻する領域でもあるため、そこに参入するのを嫌ったことも外的な要因になっている。むしろ軽視されてきた箱物の方に可能性を感じていた。
作品の大きさは、ほとんどが家具としては比較的こぢんまりとした工芸サイズである。これは、初期工程において、限られた体積の厚板をバンドソーによって再製材し、最良の木目を選び抜こうとするために必然的に作品の大きさへの制約が生じる傾向があるのと、作品全体のバランスにも、各部分のディテールにも入念な配慮が行き届くべく、自ずと身体尺度の範囲内に収めようとする創作意思が働くためでもある。
最大の特徴は木材を選び抜くことにあり、木目と部材の形との呼応関係に常に配慮するため、端正にして静かな作品となる。大胆な荒木取りが理想の木目を探し出すのに貢献してくれている。また逆に、扉や鏡板（框組ーかまちぐみーに嵌めこむ板）などの非構造材ではかなりの冒険をすることもある。木製ボート造りが美意識の基礎に反映されているため、緩やかで控えめな曲線・曲面を採用した作品が多く、左右非対称のゆらぎの表現を意図した微妙な作品があったりもするが、手の込んだ装飾はなく、技巧を誇示するような部分もないので、作品全体としては簡素な印象を与える。形態的には、上昇感と軽みのある縦長のプロポーションを好み、時に華奢な印象のものもある。
接合部分における部材どうしが作り出す、光と影による微妙な陰翳の効果に神経を注ぎ、要所要所のディテールには刃物の削り跡を抑制的に残して、一種の未完成の美しさの効果で、木材の微視的にして多面的な発言力を発揮させている。人工乾燥材の質の変化を嫌い、天然乾燥材しか使わず、塗装仕上げにも、ワックス、シェラック、オイルなど軽微な仕上法しか採用しないなど、素材の色調とテクスチュアへの配慮は徹底している。そのため、総じてどの作品も、木材のデリケートな触知的素材感が豊かである。使用する木材の種類も非常に多い。
ただし、作品の家具としての実用機能は限定的である。収納容積も小さいし、抽斗（ひきだし）の数も少ない。用途としては、装飾用のディスプレイ・キャビネットにしかならない。家具という実用機能を持った物体を、一つの表現様式と見做した、木材による自己表現という性格が強い。
また、作品の数も多くはない。純粋な工芸では、数をこなすのは難しい。クレノフは、家具制作者としては寡作の部類に入る。

## 生涯

### 幼少期
両親が帝政ロシアの貴族に準ずる階級の出身であったため、ロシア革命後の1920年、両親の逃避行中にシベリア極東極北の地、チュクチ族の寒村ウェーレン（チュコト半島の先端、ほぼ北極圏）に生まれる。幼少期に中国の上海、アメリカのシアトルへと移住。さらに、両親がインディアン事務局（Bureau of Indian Affairs）のエスキモー教化事業の派遣教員となったため、まだロシア統治の名残をとどめるアラスカに渡り、内陸のスリートミュートとクック湾岸のタイヨネックの二ヶ所に定住して成長した。六歳の頃にはジャックナイフで流木を削り出して玩具を作り、十歳の頃には猟銃で鳥を撃つなど、幼少年期はアラスカの大自然の中で野性児として育つ。

### 少年期から結婚に至るまでの時期
十代半ばにシアトルに再移住。青年期までを過ごす。両親はこの時期に別居。母子家庭となる。革命難民としての不安定な生活が続いたこともあり、正規の学校教育をまともに受けていない。若い頃の興味はもっぱらボート、ヨット造りに向けられた。自作のヨットでピュージェット湾を帆走したり、シアトルに現存するイエンセン・モーターボート社で働いたりもした。1938年には、映画『戦艦バウンティ号の叛乱』の日本向けプロモーション映像（予告編）の撮影に自作の帆船模型が採用され、賞として自転車を授与されたこともある。この木造船への興味と造詣が、後のキャビネットメーキングに発露する美意識の源泉となる。
二十代前半が、第二次世界大戦の時期に重なる。移民の身分により、徴兵はされていない。それでも、影響は大きかった。ロシア語と英語のバイリンガルであったため、武器貸与法（レンドリース法）の下で、ソビエト船への軍需物資供給の通訳業務に従事。終戦間際からの東西冷戦対立が深刻化する国際情勢の中で、徴兵もされずにソビエト援助のために立ち回ったロシア系移民であれば、戦後のアメリカ社会に安住を保証してくれる寛容さはなくなる。1950年にはマッカーシズムによる赤狩り旋風が吹き荒れる。
1947年、母親とともに、中立を保って戦火を免れたスウェーデンのストックホルムに移住。ヨーロッパ各地から押し寄せる難民・移民に交じって電気部品製造工場の労働者となる。きつい仕事に耐えながら、貯金をしては、スウェーデン北部、イタリア、フランスなどを旅行。特異な文才があり、この時期には紀行文を機関誌に寄稿したり、イタリア旅行記を刊行したりもして、旅行エッセイスト的な隠れた一面があった。
アメリカからの移民労働者は珍しい存在でもあった。1949年、旅行先のパリでスウェーデン人女性、ブリッタ・リンドグレンと知り合い、1951年に結婚。以後、二児を儲ける。この結婚により、ストックホルムが初めての安住の地となる。

### 木工家としての自己形成期
1957年、ストックホルム市内のギャラリーで偶然見かけた家具に心を奪われ、それがカール・マルムステンの工房の作品であることを知り、マルムステンが運営する工芸・デザイン学校へ入学。この年の最年長であった。スタートは遅い。結婚はしたものの、工場労働者をしながら先行きを思いあぐねていたところに、木工作業に戻れるという光明を見出す形になった。ここから新たな家具作り人生が始まるが、心中では、子供の頃の玩具作りやヨット造りからの連続性を感じていた。この間、経済的には妻の収入に頼ることになる。
すでに家具デザインの大家であり、一流の起業家でもあり、もともと毛並みの良いマルムステンとは反りが合わず、担当教員のギター製作者ゲオルグ・ボーリンの庇護的な薫陶を受け、2年を過ごす。この時期に、ノルウェー・ヴァイキングの資料から木製鉋の製作法を復活させ、それを発展させたものが、後のクレノフ式鉋という独自の鉋スタイルに結実する。この鉋は商品化されるのではなく、彼の著書とインストラクション活動により、製作法という情報の形で欧米の英語圏・準英語圏の国々に広まり、現在多くの木工家が自作している。1960年にストックホルム郊外に小さな家を買い、地下室を工房に改造。道具や機械、木材を徐々に調達するようになる。工房自体は最低限の装備の、きわめて質素なものだった。初めは内輪の友人・知人が買い手になってくれたが、持ち前の饒舌な表現力も手伝って、徐々に理解者が増える。この間、10年にも満たない短期間のうちに、自己の家具作りのスタイルを確立している。

### 教育活動、著作活動にも関わる時期
1960年代後半にはインストラクション活動を行うようになり、創作活動と教育活動の二足わらじの人生が始まる。また、スウェーデン国外にも招聘されるようになる。1966年、アメリカのロチェスター工科大学（RIT、在ニューヨーク州北部、オンタリオ湖岸）から留学していた教員のクレイグ・マッカートと昵懇になり、アメリカからも招聘を受けるようになる。1967年にはクラフト・ホライズンズ誌（アメリカ）にエッセイ「木材：その近しき神秘」が掲載される。1967-68年には、マルムステン・スクールでも教鞭を取る。それ以後はRITを拠点にして、活動の比重が次第にアメリカに移って行く。この時期のアメリカは、ベトナム戦争が泥沼化し、反戦運動が拡大しており、その担い手であるヒッピー世代の若者たちが中心となってクレノフを受け容れて行くことになった。
1970年代に入ると、ボストン大学の工芸学科 (Boston University Program in Artisanry) の創設に一時的に関わり、教授職就任要請も受けたが、大学組織の窮屈さを感じ、辞退。また同じ頃、著書執筆の話が自然発生的に持ち上がる。出版の見通しがあった訳ではなかったが、RITのマッカートの強力な勧めと学生たちの要望があり、原稿を書き始める。新たに執筆活動も本格的に加わる形になった。自分で原稿を抱えて売り込みに行くなどの紆余曲折の末、バン・ノストランド・レインホールド社からの出版が決まり、1976年にA Cabinetmaker’s Notebookを刊行。自信などなかったが、予想外の大きな反響があり、翌1977年にはThe Fine Art of Cabinetmaking を、さらに1979年にThe Impractical Cabinetmakerを、1981年には作品写真集James Krenov Worker in Wood を精力的、集中的に連続出版する。この間、バン・ノストランド・レイホールド社のプロモーションによる講演ツアーも行っている。

### クレノフ・スクールの時期
1970年代末の講演ツアー中に、カリフォルニア州メンドシーノ郡にて、新設予定の木工教室での指導要請を受け、こちらはコミュニティーカレッジ（College of the Redwoods）傘下の小規模なものであり、風通しが良く、周辺の風光明媚な環境に惚れ込んだこともあって、受諾。1981年以降、アメリカへ再移住し、実質的に「クレノフ・スクール」となるFine Woodworking Programの主任教員となり、2002年に引退するまで、周辺スタッフにも恵まれ、落ち着いた環境の下で創作と指導を続けた。自分の工房は持たず、教室工房の存在に徹した。国内外でのワークショップ活動も度々行った。日本にも1988年に招聘されている。教室は今もフォートブラッグという町で存続している。2000年に作品写真集With Wakened Hands ─ Furniture by James Krenov and Studentsが出版され、クレノフ・スクールが単行本の形で紹介された。

### 引退後および没後
引退前後から、高齢化による自己抑制の解放現象によるものか、自分は「ケルアック以前のヒッピーである」といった過激とも思える発言をメディアに対して行うようになる。最晩年には網膜の黄斑変性のため、失明に近い状態に陥り、手首の関節炎も悪化していたが、それでも手探りで鉋を作ろうとした。思想的にはデービッド・パイのアマチュアリズム論（パートタイム・プロフェッショナリズム論）と柳宗悦の美的直観論に共鳴していた。2009年9月に逝去。88歳没。
没後、遺族による端的なクレノフ評が紙上で報道された。「父は、素朴ではあっても、木工の考え方には妥協しない反骨の人でした。ですが、自分の作る家具と同じくらいにセンチメンタルな人でもありました。」と。クレノフ本人は、自らを「アマチュア」「熱狂家（enthusiast）」「ヒッピー」と定義するのを好み、「プロフェッショナル」「デザイナー」「芸術家」と呼ばれるのを嫌った。そして自身が期せずして「ビッグネーム」になってしまっていることへの警戒心を常に怠らなかった。没後の評価は、今後クレノフの影響がどういう形で展開されるかを見るしかないが、現段階ではカリスマ視する熱烈な信奉者も多くいる一方で（とくにアメリカ）、産業化できない純粋な家具工芸のみに徹したため、家具産業やデザイン業界にとっては無視せざるを得ない存在となっている。

## 著書
- Italiensk Resa 1955

英訳すると、Italian Journey。妻とともに巡ったイタリア自転車旅行記。英語で書いたものがスウェーデン語に翻訳されて出版された。家具作り以前の著書なので、通常木工家クレノフの一冊目とは見做されない。
- A Cabinetmaker’s Notebook 1976

家具作りにまつわる思索的エッセイ。具体的な方法論についての主張もすでに本書から始まっているが、木材を使って仕事をすることへの心構えを中心に述べた一冊。生い立ちやどこで学んだかについても触れている。予想外に大きな反響を呼び、クレノフは大量の手紙を受け取り、驚く。クレノフへの入門書。
- The Fine Art of Cabinetmaking 1977

読者の要望に応え、鉋（かんな）の作り方など技術的なテーマに踏み込んでおり、具体的になっている点で前作よりも理解し易くなっている。思索的エッセイである点では前作の延長線上にあり、純粋な技術書ではない。前作の反響を受け、勇気をもらい、打って変わって自信に満ち溢れた調子で始まる。地下室の工房の様子と装備の程度も分かる。クレノフの中心図書。
- The Impractical Cabinetmaker 1979

好意的な評価だけではなく、批判も多く受けてきたので、それを踏まえて書かれており、題名（「非実用的な＝役に立たない・キャビネットメーカー」）がそれを象徴している。技術的なテーマでは前作に盛り込めなかった内容が展開されている。思索的エッセイという特徴が最も強い一冊。以上の三冊がクレノフ三部作と呼ばれる。
- James Krenov Worker in Wood 1981 （Photographs by Bengt Carlén）

作品写真集。作品の全体像とディテールが対比的に大判の写真で克明に接写されている。半数がカラー。文章は少ないが、三部作の延長として書かれている。以上、一連の四冊が主要著書で、原稿はストックホルムの地下工房で、アメリカ人に向けて書かれた。クレノフが念頭に置いてきた読者は、常に初心者だった。
- With Wakened Hands─Furniture by James Krenov and Students 2000

篤志家の資金援助によって出版された、クレノフ・スクールを紹介する作品写真集。フルカラー。
なお、2012年現在出版されているクレノフの主要著書四冊については、版権はSterling社にあり、Linden Publishing社が出版部数に応じた版権料を支払う形で代理出版されている。両社の書籍は表紙が違うだけで、中身は同じである。(ページ番号も含めて。) また、それ以前の、初版のVan Nostrand Reinhold社版、Prentice Hall社版も同じである。

## 日本との関わり
書物を通じて柳宗悦の即物的な美の捉え方に共感したり、早い時期から日本製の鋸（のこぎり）や鑿（のみ）を使用したりするなど、一部の伝統的な日本文化を、クレノフも高く評価していた。また、日本の木工用手工具が現在欧米に普及しつつあるのは、クレノフの活動によるところも大きい。ところが逆に、クレノフの日本への紹介はきわめて限られた機会にとどまっている。
日本への公的な紹介の嚆矢は、1978年9月-1979年1月に東京国立近代美術館と京都国立近代美術館を巡回した『世界現代工芸展 スカンディナヴィアの工芸』展であった。ストックホルム国立美術館からの実作三点（ニレのクーパリング・キャビネット、ナシのミュージック・スタンド、マツのウォール・キャビネット）が展示された。「イエムス・キュレノフ」というスウェーデン語訛りの作者名で、スウェーデン美術、スカンディナヴィア工芸という枠組みにカテゴライズされて。しかしこの時期のクレノフはすでに全盛期にあり、もはや活動の舞台がスウェーデンからアメリカに移っていた。アメリカ人向けの著書も二冊出している。この時点ですでに大きなタイムラグが生じていた。
次の機会は、10年後の1988年7-8月、岐阜県高山市の専門学校飛騨国際工芸学園でのサマースクールにおいてであった。同学園からの招聘を受け、クレノフ本人が一度だけ来日し、ワークショップ活動を行った。この時期の日本は経済成長の異常な加熱期にあり、国内各地で大型公共施設の建設や大規模企画イベントの開催が数多く行われていた。クレノフのワークショップもそういう時代背景の下で、同学園開設初年度の目玉イベントの一つとして開催された。そしてすでに四半世紀前の過去の出来事になってしまっており、この間公的な規模での周知活動が新たに行われた形跡は見当たらない。
クレノフの影響力は、アメリカにおいては出版活動によって拡大したが、著書の日本語での翻訳出版は、公式な形では為されていない。著書の中では、饒舌なほど思うところを陳述しているにもかかわらず。また、アカデミックな立場からの研究も、他の工芸家との比較研究の視点でまとめられた一編の論文が学術論文データーベースに登録されているのみである。これは、クレノフを伝えることの難しさの表れでもあり、結局日本では、家具工芸家としてのクレノフがごく一部で評価されることはあっても、情報不足のために、教育者、著作家として果たした役割を含む人物の総体が認知されるまでには至っていない。
なお、現代日本の家具作りについてのクレノフ自身による評価は、好意的なものではなく、「混乱したもの」、「何でもコピーするもの」と感じていた。

## 外部サイト
- James Krenov, The Official Site
- Fine Woodworking Program, College of the Redwoods
- Smithsonian Archives of American Art, Oral History Interview with James Krenov, 2004 Aug. 12-13
- New York Times Article, Krenov’s Obituary
- San Francisco Chronicle Video, Krenov’s Repair Shop
- Fine Woodworking Video, Krenov on Handplanes
- YouTube Video, James Krenov, Cabinetmaker.WMV
- James Krenov の画像検索結果
- 『イギリスとアメリカにおける４人の現代木工芸家に見る表現手法と工芸思想 : ジェイムス・クレノフ、デヴィッド・パイ、ジョン・メイクピース、ウェンデル・カースルを対象としたフォルムとクオリティの比較考察』谷誉志雄、岐阜大学、2001年。CiNii （有料の学術論文）